# Emy Eco
Emy Eco, nome d'arte di Emilia Eco (Alessandria, 9 novembre 1936), è un'attrice italiana che è stata attiva nel cinema ed in televisione dagli anni sessanta in poi. È sorella dello scrittore ed accademico Umberto Eco.

## Biografia
È la secondogenita di Giulio Eco, impiegato ferroviario, e di Rita Bisio.
Come doppiatrice ha doppiato Patricia Bueno nella telenovela Dona Beija e nei cartoni animati è stata la voce di Linda in Sesamo apriti, di Belle nell'anime giapponese Charlotte e di Choppy ne La principessa Zaffiro
In teatro debutta nel 1960 da protagonista nella commedia Una rosa per Patrizia al Teatro Pirandello di Roma, dove nel 1969 sarà protagonista di Cassandra 2000 per la regia di Enzo Trapani, con Tony Cucchiara e i Pooh. Lavora al Piccolo Eliseo per quattro anni in una serie di gialli di Agatha Christie con Paola Quattrini, Laura Carli e Adriano Micantoni. Partecipa inoltre alla commedia Re Cervo per la regia di Andrea Camilleri insieme ad artisti come Gigi Proietti e Arnoldo Foà.
Contemporaneamente partecipa a trasmissioni radiofoniche delle quali è anche a volte autrice, come Dama di Cuori e i Monologhi con Maurizio Costanzo. In una delle prime edizioni del programma Gran varietà era la curatrice della rubrica Piccola posta, accanto al conduttore Johnny Dorelli.
Per il cinema è stata interprete soltanto di due pellicole, I fuorilegge del matrimonio e Metempsyco, entrambi del 1963. Sul piccolo schermo è apparsa in qualche sceneggiato tra il 1966 e il 1968, quindi nel 1971 è coautrice insieme a Marcello Marchesi e Guido Clericetti di Ti piace la mia faccia, e in seguito è autrice e attrice di numerose ospitate fra le quali quattro puntate con I Gufi (Nanni Svampa e Lino Patruno) e una commedia per i Culturali Tv con Macario dove anche qui è la protagonista femminile.
Per la rivista fa ditta con le Gemelle Kessler, Paolo Villaggio e Sandro Massimini; in Nude look, di cui è anche protagonista femminile, è in scena con Walter Chiari e Gianni Cajafa.
Per il cabaret partecipa come protagonista femminile per quattro anni al Puff con Enrico Montesano prima, poi Lino Banfi e infine con Gianfranco D'Angelo; altri spettacoli con Leo Valeriano in via del Mattonato. Altri vari spettacoli da autrice e protagonista quali Di vita si muore, Lassù qualcuno ci chiama e Al cabaret "La Chanson"

## Filmografia

### Attrice cinematografica
- I fuorilegge del matrimonio (1963)
- Metempsyco (1963)

### Attrice televisiva
- Melissa, regia di Daniele D'Anza (1966)
- La fiera della vanità, regia di Anton Giulio Majano (1967)
- Recita a soggetto, episodio di Sheridan, squadra omicidi, regia di Leonardo Cortese (1967)
- I Ravanin, episodio di I racconti del maresciallo, regia di Mario Landi (1968)
- La donna di quadri, regia di Leonardo Cortese (1968)

## Doppiaggio
- Belle in Charlotte (doppiaggio 1980)
- Tink in La principessa Zaffiro